# Trijak
Trijak (prema eng. triode for alternating current)  poluvodički je elektronički element koji ima namjenu upravljive sklopke za izmjeničnu struju.
Uključuje se pobudnim impulsom na upravljačkoj elektrodi, a isključuje kada struja tereta padne na dovoljno nisku vrijednost (npr. na kraju svakog poluperioda sinusoide). Time može preuzeti ulogu releja, ali je značajnije da se promjenom faznog kašnjenja okidanja postiže i kontinuirana promjena struje, što se koristi u sklopovima za regulaciju rasvjete i brzine vrtnje elektromotora.
Prema načinu rada trijak je dvosmjerni triodni tiristor, a izveden je od pet slojeva poluvodiča s posebno oblikovanim metalnim kontaktima kako bi se formirala struktura koja se može prikazati kao dva anti-paralelno spojena tiristora sa zajedničkom upravljačkom elektrodom.
Karakteristika standardnog trijaka je da se okidanje može postići u svim kombinacijama polariteta na glavnim priključcima i upravljačkoj elektrodi, pa prema tome postoje četiri različita načina okidanja.